# Salsola nitraria
Salsola nitraria är en amarantväxtart som beskrevs av Pall.. Salsola nitraria ingår i släktet sodaörter, och familjen amarantväxter. Inga underarter finns listade i Catalogue of Life.